# Eyre Coote
Sir Eyre Wilfred Malcolm Coote (Kilmallock, 1726 – Madras, 28 aprile 1783) è stato un militare e politico britannico.

## Biografia
Figlio di un pastore protestante della Chiesa riformata scozzese trapiantato in Irlanda all'inizio del XVIII secolo, venne cresciuto nella tradizione borghese presbiteriana e fin da giovane venne a contatto con gli ambienti colti irlandesi.
Educato a Oxford, intraprese però la carriera militare; distintosi in Scozia durante la guerra contro i Giacobiti di Carlo Edoardo Stuart, venne promosso capitano di un reggimento di fanteria e nel 1756 venne trasferito a Madras, in India, dove ebbe modo di distinguersi durante l'assedio e fare prigioniero il comandante francese Thomas Arthur de Lally-Tollendal.
Successivamente supporto il generale Robert Clive durante l'assedio di Calcutta e fu promosso maggiore per aver colto di sorpresa l'accampamento militare del Nawab del Bengala.
Avendo con successo partecipato alla battaglia di Plassey fu promosso tenente colonnello e fu brevemente congedato; tornato in Inghilterra acquisì un seggio alla camera dei comuni d'Irlanda in rappresentanza di Maryborough.
Nominato cavaliere commendatore dell'Ordine del Bagno nel 1771, divenne comandante in capo delle forze armate inglesi in India e partecipò con successo alla seconda guerra contro il Mysore, sconfiggendo l'esercito nemico nella battaglia di Porto Novo il 1º giugno 1781.
Ritiratosi a vita privata, morì nella sua proprietà presso Rockbourne, nell'Hampshire e fu sepolto nella cattedrale di Westminster.